# Joseph Orbeli
Joseph Orbeli, arménsky Հովսեփ Աբգարի Օրբելի, (20. března 1887 Kutaisi, Gruzie – 2. února 1961, Leningrad) byl ruský orientalista arménského původu a ředitel Ermitáže v letech 1934-1951.

## Životopis
Syn ze starého šlechtického rodu vyrůstal spolu se starším bratrem Leonem Orbelim u Petrohradu. V roce 1914 se stal univerzitním profesorem. Zabýval se především historií jižního Kavkazu ve středověku a podnikal vykopávky v Ani a Bagaranu. Spolu s Nikolajem Marrem se účastnil průzkumu v tureckém Toprakkale. Jako ředitel Ermitáže budoval orientální sbírku a řídil muzeum přes složité období stalinismu. Založil arménskou akademie věd a byl jejím prvním prezidentem. V Norimberském procesu vystoupil 65. den jako svědek zničení památek Leningradu.